# Tessuto erettile
Il tessuto erettile è tessuto presente nel corpo dotato di numerosi spazi vascolari che possono essere riempiti dal sangue.
Il tessuto erettile è presente nei corpi cavernosi del pene e nel clitoride o nei bulbi vestibolari. Durante l'erezione, i corpi cavernosi diventano ricolmi di sangue arterioso, attraverso un processo chiamato tumescenza. Ciò può derivare da uno qualsiasi dei vari stimoli fisiologici, noto anche come eccitazione sessuale. Il corpo spugnoso è una struttura tubolare unica situata appena al di sotto dei corpi cavernosi. Questo può anche diventare leggermente gonfio di sangue, ma meno che il corpo cavernoso.